# Cyanure de diéthylaluminium
Le cyanure de diéthylaluminium, ou réactif de Nagata, est un composé organométallique de formule chimique ((CH3CH2)2AlCN)n. Il s'agit d'une substance incolore généralement manipulée en solution dans le toluène. Il est utilisé pour l'hydrocyanation des cétones α,β-insaturées,,,.

## Préparation
Le cyanure de diéthylaluminium était initialement produit en traitant du triéthylaluminium (CH3CH2)6Al2 avec un léger excès de cyanure d'hydrogène HCN :
n (CH3CH2)6Al2 + 2n HCN ⟶ 2 ((CH3CH2)2AlCN)n + 2n CH3CH3.
Le produit est généralement stocké dans des ampoules fermées car il est hautement toxique. Il se dissout dans le toluène, le benzène, l'hexane et l'éther diisopropylique. Il s'hydrolyse rapidement dans l'eau et n'est pas compatible avec les solvants protiques.

## Structure
Le cyanure de diéthylaluminium n'a pas été cristallographié par rayons X bien que d'autres cyanures de diorganoaluminium l'ont été. Ces derniers présentent une formule générale (R2AlCN)n et existent sous forme de trimères ou de tétramères cycliques (n = 3 ou 4, respectivement). Ces oligomères ont des liaisons AlCN–Al.
Le cyanure de bis[di(triméthylsilyl)méthyl]aluminium (((CH3)3Si)2CH)2AlCN est semblable au cyanure de diethylaluminium. Son analyse cristallographique montre qu'il est trimérique avec la structure suivante :
.
Le cyanure de bis(tert-butyl)aluminium ((CH3)3C)2AlCN existe sous forme tétramérique en phase cristallisée, :

## Applications
Le cyanure de diéthylaluminium est utilisé pour la réaction de Nagata, notamment l'hydrocyanation stœchiométrique des cétones α,β-insaturées. La réaction dépend de la basicité du solvant en raison du caractère acide du réactif. Le but de cette réaction est de produire des alkylnitriles, qui sont précurseurs d'amines, d'amides, d'esters d'acides carboxyliques et d'aldéhydes.

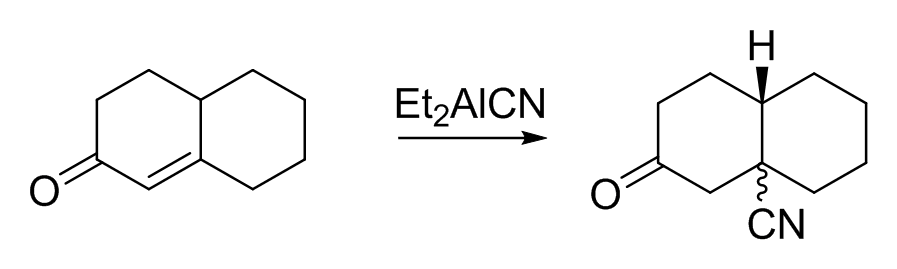
Exemple d'hydrocyanation.